# بهمن نوری
بهمن نوری (زاده ۱۳۴۱ در قائمشهر) سیاستمدار ایرانی است که از آبان ۱۴۰۳ به عنوان استاندار خراسان شمالی در دولت چهاردهم فعالیت می‌کند.
او در جلسه ۶ آبان ۱۴۰۳ هیئت دولت جمهوری اسلامی ایران به ریاست مسعود پزشکیان، به‌عنوان استاندار خراسان شمالی انتخاب شد.
نوری در سال ۱۳۹۵ در جشنواره شهید رجایی به عنوان شهردار نمونه تهران انتخاب و تجلیل شد.

## سوابق اجرایی
- مدیرکل برنامه‌ریزی و توسعه شهری امور فنی و عمرانی شهرداری تهران
- شهردار منطقه ۸ تهران (۱۳۹۴ تا ۱۳۹۷)
- مدیر هسته گزینش سازمان بهزیستی مازندران
- مدیرکل فنی و حرفه‌ای استان تهران و مازندران
- فرماندار بابل
- فرماندار قائمشهر[۶]

## سوابق علمی
بهمن نوری دارای مدرک تحصیلی کارشناسی مهندسی کامپیوتر (گرایش نرم‌افزار) و کارشناسی ارشد مدیریت تکنولوژی از دانشگاه علم و صنعت تهران است. او سابقه تدریس در مرکز استعدادهای درخشان و برخی مراکز آموزشی را در کارنامه علمی خود دارد.